# محوطه مزار شهیدان
محوطه مزار شهیدان مربوط به هزاره سوم و ۴ قبل از میلاد است و در شهرستان سراوان، بخش جالق، دهستان جالق، ۵ کیلومتری جاده جالق به جاده مرزی مک سوخته، ۲۰۰ متری غرب جاده واقع شده و این اثر در تاریخ ۲۸ اسفند ۱۳۸۵ با شمارهٔ ثبت ۱۸۹۵۱ به‌عنوان یکی از آثار ملی ایران به ثبت رسیده است.